# Saint-Alban-les-Eaux
Saint-Alban-les-Eaux là một xã trong tỉnh Loire miền trung nước Pháp.